# Янчик, Бренда
Бре́нда Я́нчик (англ. Brenda Jancic) — американская кёрлингистка.
В составе женской сборной США участница чемпионата мира 1991 (заняли десятое место). Чемпионка США среди женщин (1991).
Играла на позиции первого.

## Достижения
- Чемпионат США по кёрлингу среди женщин: золото (1991).

## Команды
| Сезон   | Четвёртый    | Третий         | Второй        | Первый       | Запасной          | Турниры                         |
| ------- | ------------ | -------------- | ------------- | ------------ | ----------------- | ------------------------------- |
| 1990—91 | Мэри Геммелл | Джуди Джонстон | Джанет Хантер | Бренда Янчик | Сьюзан Аншуц (ЧМ) | ЧСШАЖ 1991 · ЧМ 1991 (10 место) |

(скипы выделены полужирным шрифтом)